# Huangjian, Jiangsu
Huangjian (kinesiska: 黄尖, 黄尖镇) är en köping i Kina. Den ligger i provinsen Jiangsu, i den östra delen av landet, omkring 220 kilometer nordost om provinshuvudstaden Nanjing. Antalet invånare är 26147. Befolkningen består av 13 210 kvinnor och 12 937 män. Barn under 15 år utgör 11,0 %, vuxna 15-64 år 74 %, och äldre över 65 år 14,0 %.
Genomsnittlig årsnederbörd är 983 millimeter. Den regnigaste månaden är juli, med i genomsnitt 234 mm nederbörd, och den torraste är januari, med 21 mm nederbörd.